# Nowhere Man (EP)
Pour les articles homonymes, voir Nowhere Man (homonymie).
EPs par The Beatles
Yesterday
(1966) Magical Mystery Tour
(1967)
Nowhere Man est le douzième EP des Beatles. Outre la chanson titre, il contient trois autres pistes issues de l'album Rubber Soul paru en décembre 1965.
Les ventes de l'album restent faibles, et il ne monte qu'en quatrième position des charts EP britanniques : à l'époque de sa sortie, en effet, le format n'est plus aussi populaire qu'aux débuts du groupe, et les gens sont plus prompts à acheter directement les albums. C'est ainsi le dernier EP du groupe ne proposant pas de contenu inédit. Suit fin 1967 Magical Mystery Tour qui contient plus de chansons, et toutes inédites. C'est également le dernier disque du groupe à se classer dans les charts EP, ces dernières disparaissant fin 1967.

## Histoire

### Enregistrement
La première chanson enregistrée est Drive My Car, le 13 octobre 1965. Le travail se déroule en soirée avec quatre prises principales, puis de nombreux ajouts, notamment la partie de piano de Paul McCartney. C'est la première fois que le groupe travaille jusqu'après minuit. Vient ensuite Nowhere Man les 21 et 22 octobre : la première journée ne donne en effet pas de résultat satisfaisant et Lennon refond sa chanson pour le lendemain.
Le soir du 3 novembre, les Beatles enregistrent la célèbre chanson Michelle de Paul McCartney. Le 11 novembre enfin, You Won't See Me est mise en boîte avec une courte participation de Mal Evans qui tient une note d'orgue pendant le dernier couplet.

### Parution
Lorsque sort l'EP Nowhere Man, le temps est loin où les disques de ce format se vendaient en grande quantité. Lorsque les Beatles ont fait leurs débuts, les EPs ciblaient en effet une clientèle de jeunes qui n'avaient pas les moyens d'acheter les albums, et avaient pour but de leur donner envie d'investir. Un disque de ce format comme Twist and Shout pouvait ainsi se classer quatrième meilleure vente de l'année. En 1966, les jeunes sont plus prompts à investir dans les albums, à une époque où les Beatles tendent de plus en plus à les concevoir comme un ensemble (l'apogée de ce procédé étant atteinte avec Sgt. Pepper's Lonely Heart Club Band et Abbey Road). Revendre des chansons déjà parues sur un album est donc moins rentable et n'a que peu d'intérêt tant pour le public que pour les producteurs.
Nowhere Man sort donc le 8 juillet 1966, et, comme tous les derniers EP du groupe, ne parvient pas à entrer dans les ventes de singles. Il n'atteint également que la quatrième position des ventes d'EP et se maintient dans ces charts pour 18 semaines, un score faible pour un EP des Beatles. Son principal intérêt réside en effet dans sa pochette soignée ornée d'une photographie inédite. Robert Whitaker (en) a pris cette photo dans les jardins de la Chiswick House à Londres pendant le tournage des films promotionnels des chansons Paperback Writer et Rain.
Par la suite, EMI ne ressort plus d'EP des Beatles compilant des chansons déjà parues. S'il est possible qu'un deuxième disque issu de Rubber Soul ait été prévu (les chansons de Nowhere Man provenant toutes de la face A), il a quoi qu'il en soit été annulé au vu du mauvais résultat. Le dernier EP publié par les Beatles sort le 8 décembre 1967 : il s'agit de Magical Mystery Tour, qui renoue avec le succès grâce à son contenu inédit. Il se classe numéro 2 des ventes de singles, derrière Hello Goodbye, mais ne pénètre pas dans les charts de ventes d'EP pour une raison simple : celles-ci ont été supprimées quelques jours auparavant. Ce fait témoigne du désintérêt du public pour ce format.

## Analyse musicale

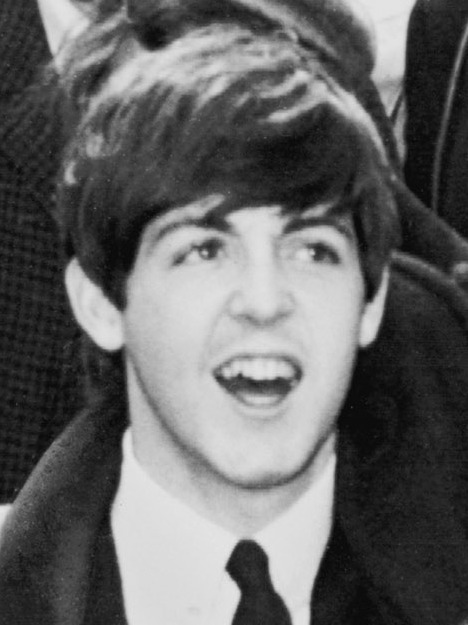
Paul McCartney interprète trois des quatre chansons de l'EP.

Si la chanson titre de l'EP est une composition très personnelle de John Lennon, le disque est cependant dominé par la patte de Paul McCartney. Celui-ci y signe en effet Michelle, une de ses plus célèbres chansons marquée par ses paroles en partie en français. Lennon y a cependant ajouté une tonalité bluesy. You Won't See Me est également une composition dominée par McCartney qui y parle de ses problèmes relationnels avec l'actrice Jane Asher : cette période marque en effet l'apparition de ses soucis amoureux dans son écriture. Drive My Car est également partie d'une idée de celui-ci, mais il reconnaît volontiers que la chanson n'aurait pas abouti sans l'aide de Lennon. Caractérisée par son riff de guitare et de piano, la chanson se démarque aussi par ses paroles aux allusions sexuelles et au ton humoristique.
Composée par John Lennon, Nowhere Man est une chanson très personnelle, et l'une des premières du groupe qui ne parle pas d'amour. L'« homme de nulle part » que décrivent les paroles n'est autre que le compositeur lui-même, totalement perdu et désespéré à cette époque comme l'avait déjà montré la chanson Help!.

## Fiche technique

### Liste des chansons
| 1. | Nowhere Man  | Lennon/McCartney | John Lennon    | 2:43 |
| 2. | Drive My Car | Lennon/McCartney | Paul McCartney | 2:24 |

| 3. | Michelle         | Lennon/McCartney | Paul McCartney | 2:40 |
| 4. | You Won't See Me | Lennon/McCartney | Paul McCartney | 3:23 |

### Interprètes
- John Lennon : chant, chœurs, guitare rythmique
- Paul McCartney : chant, chœurs guitare basse, guitare acoustique, piano
- George Harrison : chœurs, guitare solo
- Ringo Starr : batterie, tambourin, cencerro
- Mal Evans : orgue

### Équipe de production
- George Martin : producteur, arrangement
- Norman Smith : ingénieur du son
- Ken Scott : ingénieur du son
- Richard Lush : ingénieur du son